# Villanova (Guidonia Montecelio)
Villanova gehört der Gemeinde Guidonia Montecelio und somit der Metropolitanstadt Rom an. Mit dem nahe gelegenen Ortsteil La Botte stellt Villanova eine der bevölkerungsreichsten Ortsteile von Guidonia Montecelio dar und umfasst 17.293 Einwohner.

## Geschichte
Villanova wurde bis in die 1970er Jahre Le Sprete genannt, ein Ortsname, der bereits im 17. Jahrhundert erwähnt wurde. Der Ursprung des Namens ist nicht gesichert 
Der heutige Ortsname wurde gewählt zur Unterscheidung zum angrenzenden Villalba, das ebenfalls zur Gemeinde Giudonia Montecelio. Villanova (Guidonia Montecelio) ist nicht weit entfernt von der antiken  Villa Adriana, die zur Gemeinde Tivoli gehört.

## Infrastruktur
In Villanova gibt es die Grundschule Eduardo De Filippo und die Mittelschule Giovanni XXIII. Die Kirche von Villanova ist Josef von Nazareth gewidmet und wurde in der zweiten Hälfte der 1950er Jahre erbaut.

## Sport
In Villanova gibt es den Amateursportverein Villanova Calcio, der im Jahr 1956 gegründet wurde. Auf dasselbe Jahr fällt der Bau des Gemeindestadions Attilio Ferraris zurück. Die Mannschaft von Villanova Calcio spielt heute in der achten italienischen Spielklasse (Seconda Categoria).